# Distretto di Nhot Ou
Il distretto di Nhot Ou è uno dei sette distretti (mueang) della provincia di Phongsali, nel Laos. Ha come capoluogo la città di Nhot Ou.